# Tükörfordítás
A tükörfordítás a fordítás gyakorlatában olyan szó szerinti fordítást jelent, amely eredménye nem mindig helyes a célnyelv sztenderd változata szerint, de a kontrasztív nyelvészetben, a történeti nyelvészetben és a lexikológiában ez a terminus idegen nyelvből való kölcsönzés egyik típusát nevezi meg, mint vegyes, azaz egyszerre nyelven belüli és azon kívüli eszközét a nyelv gyarapításának új egységekkel, főleg a szókészlet és a frazeológia terén, de kisebb mértékben nyelvtani téren is. Idesorolják idegen szavak jelentésének átvételét és idegen szavak vagy egyéb egységek alkotómorfémáinak teljes vagy részleges fordítását a fogadó nyelv megfelelő morfémáira.

## Lexikai tükörfordítás
A lexikai tükörfordítás eredménye tükörszónak nevezett egység. Lehet szó idegen szó jelentését (tükörjelentés) átvevő szóról (angolul semantic loan, franciául calque sémantique), vagy idegen mintára alkotott szóról (tulajdonképpeni tükörfordítás) (angolul loan translation, franciául calque morphologique).

### Tükörjelentéses szó
Tükörjelentése olyan szónak van, amely már megvolt a nyelvben, amikor idegen szó jelentését is átvette. Viszonylag régi jelenség esetében előfordul, hogy a szónak csak az átvett jelentése marad meg. Példák:
- (magyarul) A világ szó eredetileg csak ’világosság’-ot jelentett, de a szláv světъ ’fény; mindenség’ szó második jelentését is átvette, és végül csak ez maradt meg.[5]
- (románul) Ugyanaz történt a román lume ’világ’ szóval is, ugyanannak a szláv szónak a hatására.[6]
- (angolul) A write ’írni’ eredeti jelentése ’karcolni’ volt, majd a latin scribere ’hegyes tárggyal vonalakat bekarcolni; írni’ hatására átvette ennek második jelentését.[7]
- (kínaiul) A dìng szó eredetileg azt jelentette, hogy ’rögzült; stabil’. A kínai buddhisták ezzel fordították le a szanszkrit samādhi szót, amely meditációba való elmélyülési állapotot nevez meg.[8]

A viszonylag nem régen átvett tükörjelentések mellett megmarad(nak) a átvevő szó eredeti jelentése(i) is. Például a francia réaliser és az ebből a nyelvből átvett román realiza igék eredeti jelentése ’megvalósítani’, de emellett mindkét nyelvben átvették az angol realize ’rájönni; megérteni’ jelentését is.

### Alkotott tükörszó
Tulajdonképpeni tükörfordítással nyelven belüli szóalkotási módszerekkel jönnek létre szavak úgy, hogy idegen szavak morfémáit fordítják le teljesen van részben.
Összetett szavakat eredményez idegen összetett szavak és szószerkezetek szóról szóra való lefordítása. A magyar nyelvben ilyenek forrásai főleg azok a nyelvek, amelyekkel a magyar a legszorosabb kapcsolatban állt az idők során:
- A legrégibb ilyen szavaknak a mintája szláv nyelvekben található, pl. a szerbben vagy a horvátban: húshagyó < mesopust, nagyhét < Velika nedelja, virágvasárnap < Cvetna nedelja.
- Latin mintájú szavak főleg a 18. század után keletkeztek: madártej < lacta gallinaceum, rögeszme < idea fixa.
- A legtöbb minta német: anyanyelv < Muttersprache, bűnbak < Sündenbock, egyenjogú < gleichberechtigt.

Példák egyéb nyelvekben:
- angol crispbread < német Knäckebrot ’kétszersült’;[7]
- francia presqu’île < latin paeninsula ’félsziget’;[11]
- horvát zemljopis < görög geographía, akárcsak a magyar ’földrajz’;[12]
- kínai lán-méi < angol blueberry ’áfonya’;[8]
- román bunăstare < német Wohlstand ’jólét’.[6]

Idegen képzett szó is lehet mintája más nyelvben hasonló alkotású szónak. Például prefixumos (előképzős) idegen szavakat utánoznak magyar igekötős szavak: magyar kiküszöböl < latin eliminare, magyar befolyás < német Einfluß. Más nyelvekben prefixumnak ugyancsak prefixum felel meg, pl. román coraport < orosz содоклад (szodoklad) ’korreferátum’.
Szó + szuffixum (utóképző) képzésű tükörszavak is vannak:
- magyar főnök < német Häuptling;[5]
- angol brotherhood < latin fraternitas ’testvériség’;[7]
- román întâietate < francia primauté ’elsőbbség’.[6]

Van példa prefixum + szó + szuffixum képzésű tükörszóra is: román deznodământ < francia dénouement ’(bonyodalom) megoldás(a)’.
A fenti példák teljes tükörszavak, de vannak részfordítások is, úgy összetett, mint képzett szavak, melyekben az egyik morféma jövevény:
- magyar agrárkérdés < német Agrarfrage, eltussol < német vertuschen;[5]
- francia dopage < angol doping ’doppingolás’, supermarché < angol supermarket ’szupermarket’;[13]
- román triunghi < francia triangle ’háromszög’, surprinde < francia surprendre ’meglepni’.[6]

Egyes tükörszavak nemzetközieknek nevezhetők. Ilyenek például a Friedrich Nietzsche német filozófus alkotta Übermensch ’emberfeletti ember’ mintájára kreált szavak: (angolul) superman, (franciául) surhomme, (olaszul) suprauomo, (oroszul) сверхчеловек (szverhcselovek), (horvátul) nadčovjek stb.
Ún. „pontatlan lexikai tükörfordítás” is van, például német Halbinsel ’félsziget’ < latin paeninsula (szó szerint ’majdnem sziget’). Az angol skyscraper-nek (szó szerint ’égkarcoló’) vannak pontos tükörfordításai (a francia gratte-ciel, a spanyol rascacielos, a horvát neboder), és pontatlanok is: a magyar felhőkarcoló vagy a román zgârie-nori (szó szerint ’felhőket karcol’).

## Frazeológiai tükörfordítás
Ilyen tükörfordításnak tekintik általában azt, amely eredménye állandósult szókapcsolat, beleértve idiomatikus kifejezést is, legyen az szószerkezetszerű vagy mondatszerű. Például a francia course contre la montre ’időmérős verseny’ (szó szerint ’verseny az óra ellen’) az angol race against the clock szószerkezet tükörfordítása, vagy ce n’est pas ma tasse de thé ’ez nem nekem való dolog, ez nem az én esetem’ (szó szerint ’ez nem az én csésze teám’) az angol it’s not my cup of tea mondaté.
Egyéb példák:
- angol accomplished fact ’kész tény’ < francia fait accompli;[7]
- angol paper tiger ’papírtigris’ < kínai zhǐ lǎohǔ;[8]
- angol power politics ’erőpolitika’ < német Machtpolitik;[1]
- román să revenim la oile noastre ’térjünk vissza a tárgyra’ (szó szerint ’térjünk vissza a juhainkhoz’) < francia revenons à nos moutons;[6]
- román cultul personalității ’személyi kultusz’ < orosz культ личности (kult licsnosztyi);[6]
- spanyol lentes de contacto ’kontaktlencsék’ < angol contact lenses;[16]
- spanyol golpe de Estado ’államcsíny’ < francia coup d’État.[17]

Ilyen tükörfordítások között is van részleges, pl. hindi és urdu d̩abal kamrā ’kétágyas szoba’ < angol double room, román învățământ secundar ’középiskolai oktatás’ < francia enseignement secondaire.
Nemzetközi frazeológiai tükörfordításra is van példa. Charles Augustin Sainte-Beuve francia irodalomkritikus kreálta Alfred de Vigny költővel kapcsolatban a tour d’ivoire ’elefántcsonttorony’ szókapcsolatot, amelyből (angolul) ivory tower, (olaszul) torre d’avorio, (románul) turn de fildeș, (oroszul) башня из слоновой кости (basnya iz szlonovoj kosztyi) lett.
Egyes nyelvészek elkülönítenek lexikai-frazeológiai tükörfordítást is, de nem azonos módon. Larizgoitia 2010 szerint olyan tükörfordításról van szó, amely eredménye ige nélküli szószerkezet (lásd fentebb a spanyol példákat). Constantinescu-Dobridor 1998 és Hristea 2003 azokat tekintik lexikai-frazeológiaiaknak, amelyek tükörszót foglalnak bele állandósult szókapcsolat tükörfordításába. Ilyen például a román a face anticameră ’előszobázni’ < francia faire antichambre, amelyben anticameră lexikai részfordítás, az egész román szókapcsolat pedig frazeológiai tükörfordítás.

## Grammatikai tükörfordítás
Nem szóalkotási értelemben vett alaktani tükörfordítás található például a román nyelvben, amelyben latin eredetű cselekvő igék visszaható alakúak lettek szláv hatásra: a se naște ’születni’ < roditi sę, a se teme ’félni’ < bojati sę, a se ruga ’imádkozni’ < moliti sę. A franciában is található analóg jelenség, igaz hogy területi nyelvváltozatban, pl. a sztenderdben a cselekvő igés remercier pour quelque chose ’megköszönni valamit’ szerkezet Elzászban visszaható névmással használatos (se remercier pour quelque chose), a német sich bedanken für etwas hatására.
A fentebb említett lexikai-frazeológiai tükörfordítások között van olyan, amely csak erre a szintre korlátozódik, azaz a szószerkezet a fogadó nyelv grammatikai szabályainak felel meg, pl. angol accomplished fact (melléknévi jelző a jelzett főnév előtt) ’kész tény’ < francia fait accompli (jelző a főnév mögött) vagy spanyol lavado de cerebro (főnév + elöljárószós főnévi jelző) ’agymosás’ < angol brainwashing (összetett szó). Ezzel szemben olyan is van, amely ugyanakkor tükrözi az idegen szerkezeti felépítést is, például az idegen szórendet, tehát ugyanakkor grammatikai tükörfordítás is. Ilyenek például a franciában az angol szórendű Nord-Coréen ’észak-koreai’ < North Korean, Sud-Africain ’dél-afrikai’ < South African, miközben a francia sztenderd szabályai szerint Coréen du Nord, illetve Africain du Sud lenne a normális.
A mondattani tükörfordítás igés szerkezetre vonatkozik. Ilyen lehet a magyarban a kell menjek típusú szerkezet. „Az erdélyi nyelvhasználatot jellemzi, […] kialakulását segíthette a román nyelv hatása” (< trebuie să merg).
A kanadai franciában használnak például angol elöljárók pontos megfelelőit a francia sztenderdben előírtak helyett: être sur l’avion ’a repülőn lenni’ < to be on the plane vs. être dans l’avion (szó szerint ’a repülőben lenni’).
A románban az a sluji ’szolgálni’ ige bővítménye lehet tárgy (a sluji pe cineva ’valakit szolgálni’) vagy részeshatározó (a sluji cuiva), az orosz служить некому (szluzsity nyekomu) hatására.
Egyszerre alaktani és mondattani tükörfordítás is van, mint a románban a fent említett a se ruga + részeshatározó, mely amellett, hogy visszaható alakú lett, ugyancsak szláv hatásra részeshatározóval szerkesztett: a se ruga cuiva ’imádkozni valakihez’.

### Közvetlen források
- (horvátul) Barić, Eugenija et al. Hrvatska gramatika (Horvát grammatika). 2. kiadás. Zágráb: Školska knjiga. 1997. ISBN 953-0-40010-1
- (angolul) Bussmann, Hadumod (szerk.) Dictionary of Language and Linguistics Archiválva 2022. január 23-i dátummal a Wayback Machine-ben (Nyelvi és nyelvészeti szótár). London – New York: Routledge. 1998. ISBN 0-203-98005-0 (Hozzáférés: 2018. február 20.)
- (románul) Constantinescu-Dobridor, Gheorghe. Dicționar de termeni lingvistici (Nyelvészeti terminusok szótára). Bukarest: Teora, 1998; az interneten: Dexonline (DTL) (Hozzáférés: 2018. február 20.)
- (angolul) Crystal, David. A Dictionary of Linguistics and Phonetics (Nyelvészeti és hangtani szótár). 6. kiadás. Blackwell Publishing. 2008. ISBN 978-1-4051-5296-9 (Hozzáférés: 2018. február 20.)
- (románul) Dimitrescu, Florica. Dicționar de cuvinte recente (Friss szavak szótára). 2. kiadás. Bukarest: Logos. 1997. ISBN 973-97800-9-1; az interneten: Dexonline (DCR2) (Hozzáférés: 2018. február 20.)
- (franciául) Dubois, Jean et al. Dictionnaire de linguistique (Nyelvészeti szótár). Párizs: Larousse-Bordas/VUEF. 2002 (Hozzáférés: 2023. június 28.)
- (angolul) Eifring, Halvor – Theil, Rolf. Linguistics for Students of Asian and African Languages Archiválva 2017. augusztus 29-i dátummal a Wayback Machine-ben (Nyelvészet ázsiai és afrikai nyelveket tanulmányozó hallgatók számára). Oslói Egyetem. 2005 (Hozzáférés: 2018. február 20.)
- Gerstner Károly. 16. fejezet – A magyar nyelv szókészlete. In Kiefer Ferenc (főszerk.). Magyar nyelv. Budapest: Akadémiai Kiadó. 2006. ISBN 963-05-8324-0. 306–334. o. (Hozzáférés: 2023. június 28.)
- (franciául) Grevisse, Maurice – Goosse, André. Le bon usage. Grammaire française (A jó nyelvhasználat. Francia grammatika). 14. kiadás. Bruxelles: De Boeck Université. 2007. ISBN 978-2-8011-1404-9 (Hozzáférés: 2023. június 28.)
- (románul) Hristea, Theodor. Calcul lingvistic ca procedeu de îmbogățire a vocabularului (A tükörfordítás mint szókincs-gyarapító eszköz). In Dominte, Constantin (szerk.). Introducere în teoria lingvistică. Antologie pentru Seminarul de Teorie a Limbii (Bevezetés a nyelvészet elméletébe. Antológia a „Nyelv elmélete” szeminárium részére). Bukaresti egyetem. 2003 (Hozzáférés: 2018. február 20.)
- Kálmánné Bors Irén – In A. Jászó Anna. Az egyszerű mondat. A. Jászó Anna (szerk.) A magyar nyelv könyve. 8. kiadás. Budapest: Trezor. 2007. ISBN 978-963-8144-19-5. 345–436. o. (Hozzáférés: 2018. február 20.)
- (angolul) Larizgoitia, Xabier Alberdi. A typology of calques: the calquing mechanism in contemporary Basque (Tükörfordítások tipológiája: a tükörfordítás mechanizmusa a mai baszk nyelvben). ELUA Estudios de Lingüística. Alicantei Egyetem. 2010. 24. sz. 13–35. o. (Hozzáférés: 2018. február 20.)
- (franciául) Loubier, Christiane. De l’usage de l’emprunt linguistique (A nyelvi kölcsön használatáról). Montréal: Office québécois de la langue française. 2011. ISBN 978-2-550-61626-9 (Hozzáférés: 2018. február 20.)

### Közvetett források
- (spanyolul) Gómez Capuz, J. El Préstamo Lingüístico (A nyelvi kölcsönzés). Revista Cuadernos de Filología. 19. évfolyam. Valencia: Valenciai Egyetem. 1998
- (spanyolul) Gómez Capuz, J. El tratamiento del préstamo lingüístico y el calco en los libros de texto de bachillerato y en las obras divulgativas (A nyelvi kölcsönzés és a tükörfordítás kezelése a gimnáziumi tankönyvekben és a népszerűsítő munkákban). Tonos. Revista Electrónica de Estudios Filológicos. 2009. 17. sz. Murciai Egyetem (Hozzáférés: 2018. február 20.)
- (németül) Lewandowski, T. Linguistisches Wörterbuch (Nyelvészeti szótár). 1–3. kötet. Heidelberg: Quelle und Mayer. 1990